# Črni Potok pri Dragi
Črni Potok pri Dragi este o localitate din comuna Loški potok, Slovenia, cu o populație de 28 de locuitori.